# Атанасије
Атанасије је мушко име грчког порекла, које потиче од грчке речи „athanatos“, што значи „бесмртан“. Женска варијанта имена је Атанасија.
Путем хришћанске традиције ово име је прихваћено у многим земљама. У Србији, Атанасије је уобичајено хришћанско име и налази се у верском календару Српске православне цркве.

## Изведена имена
Од овог имена изведена су имена Танасије, Танаско, Тане, Таса, Тасо и Ташко. Занимљиво је да се име Танасије јавља и у холандском језику као женско.

## Познате личности
- Атанасије Александријски (око 293 – 373), епископ Александрије
- Атанасије Атонски (925–1000), византијски монах
- Атанасије Стојковић (1773–1832), српски писац и научник
- Атанасије Николић (1803–1882), први ректор београдског Лицеја
- Атанасије Јевтић (1938–2021), епископ СПЦ